# 万田発酵
万田発酵株式会社（まんだはっこう）は、健康食品を主体に、化粧品・肥料も手がけるメーカーである。

## 概要
主力商品は発酵食品「万田酵素」。企業理念は「人と地球の健康に貢献する」。
元禄年代（江戸時代）から瀬戸内海・因島にあった蔵元"万田"の11代目当主松浦新吾郎が、1961年から発酵食品の研究を初め、1984年に万田酵素を開発・販売開始し、これを機に1987年会社設立した。2005年経営不振を期に松浦良紀が社長に就任、ダイレクトマーケティングを展開し会社再生していった。
健康食品販売をメインに、化粧品・医療・アグリバイオ事業などを展開している。
本社および製造工場は因島にある。農場「万田びっくりファーム」を併設、農業用万田酵素を用いて巨大な農産物を育てている。
2023年2月22日、栽培した大根の重量が45.865キロとなり、ギネス世界記録の「最も重い大根」に認定された。大根は桜島大根と青首大根を掛け合わせた品種で、植物用万田酵素を与えながら通常の2倍の栽培期間（176日）で成長させた。

## 沿革
- 1961年（昭和36年） - 松浦新吾郎、発酵食品の研究に着手。
- 1984年（昭和59年）10月 - 万田株式会社設立。万田酵素の発売開始。
- 1987年（昭和62年）6月 - 万田発酵株式会社設立。
- 1992年（平成4年）6月 - 日本健康・栄養食品協会認定
- 2002年（平成14年）12月 - 日本健康食品評価認証機構JACT認証（日本統合医療学会(IMJ)健康食品認定機構認定）
- 2005年（平成17年） - 2代目社長に松浦良紀が就任。
- 2007年（平成19年）12月 - 日本健康・栄養食品協会GMP認定

## 製品
万田酵素は、53種の原材料を用いて微生物と酵素の働きにより製造した発酵食品。これをメインに健康食品・スキンケア・アグリバイオ（農業用資材）を販売している。

## 広告
イメージキャラクター
- 東ちづる - 因島出身

番組提供（過去のも含む）

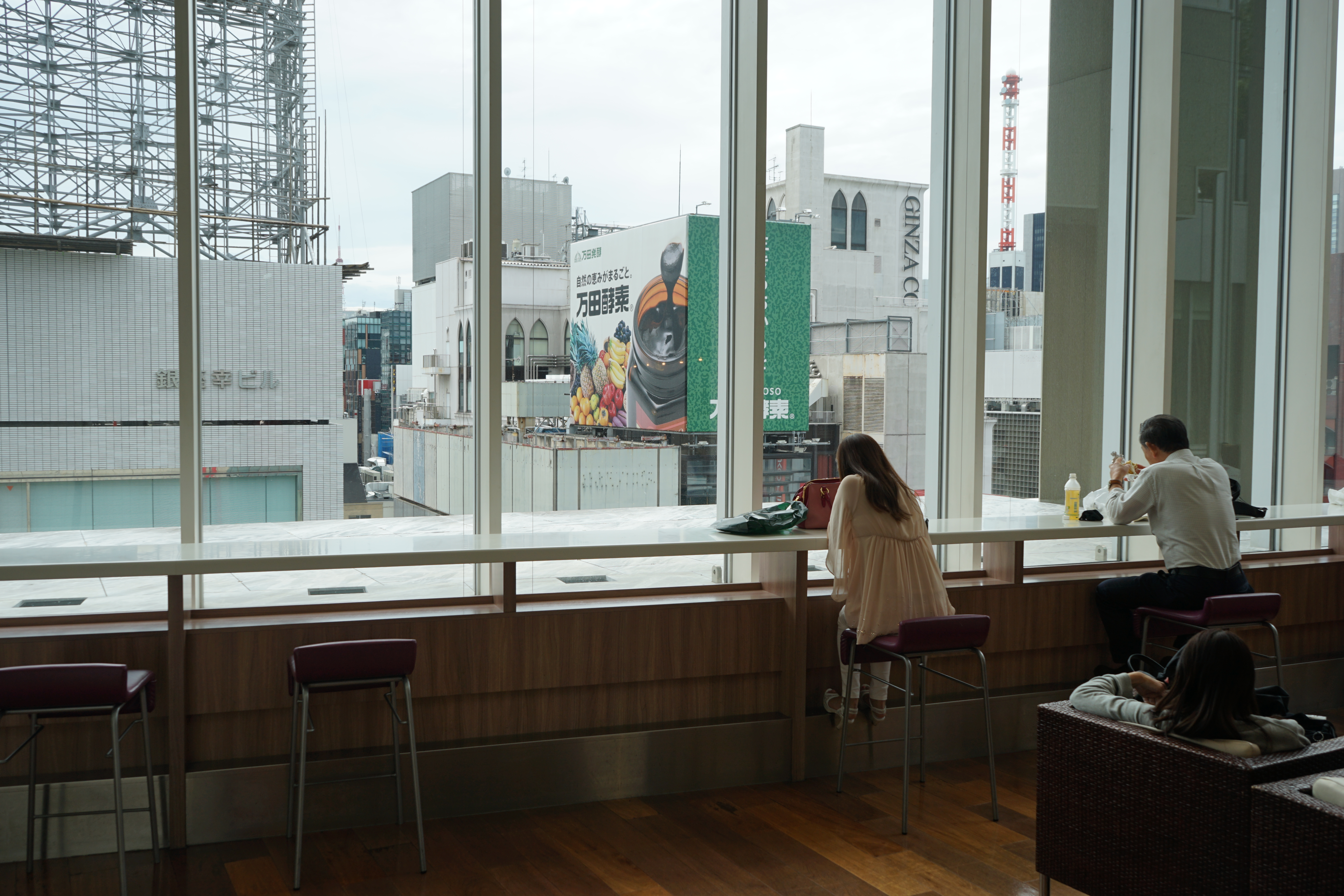
銀座に設置された万田酵素の屋外広告

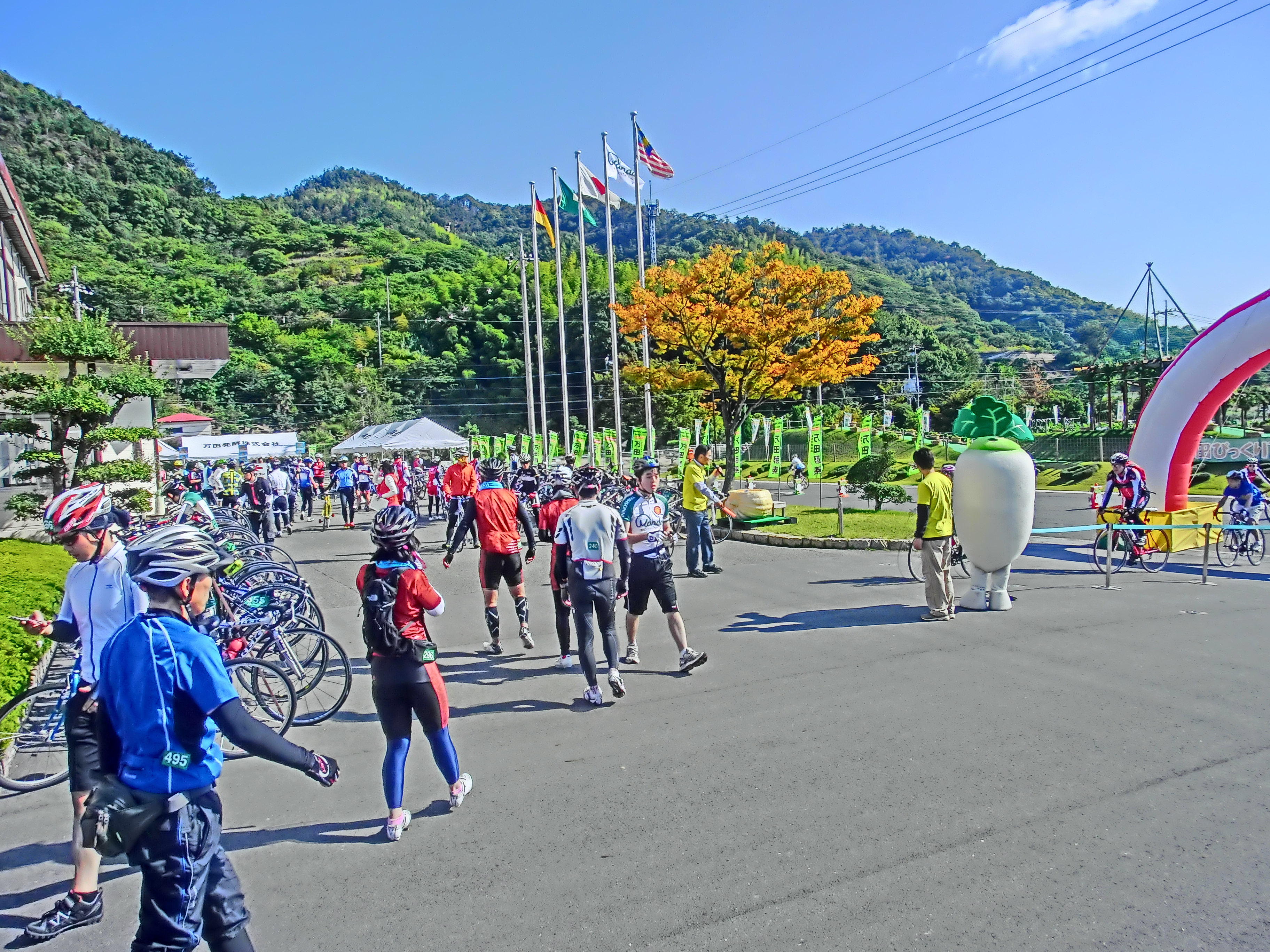
万田酵素主催のサイクルイベント

- 万田発酵 presents 朝ドレ情報いちばん
- 徹子の部屋
- ワイド!スクランブル※毎週火曜日
- 情報プレゼンター とくダネ!
- Mr.サンデー
- ザ!世界仰天ニュース
- ソロモン流
- 新婚さんいらっしゃい!
- サタデープラス
- 情報ライブ ミヤネ屋※毎週木曜日
- グッとラック!

 スポーツ 
- マンチェスター・ユナイテッドFC - 2013年から2017年までスポンサー契約。栄養補助食品パートナーとしてクラブ初[6]。
- MAZDA Zoom-Zoom スタジアム広島 - 広島東洋カープ選手を含む猛打賞選手賞に商品提供[2]
- サンフレッチェ広島 - 2013年からユニフォーム袖スポンサー[7]。